# Tom Dumoulin
Tom Dumoulin (* 11. November 1990 in Maastricht) ist ein ehemaliger niederländischer Radrennfahrer. Er gewann den Giro d’Italia 2017 und wurde bei den Weltmeisterschaften 2017 Titelträger im Einzel- und Mannschaftszeitfahren.

## Karriere
Tom Dumoulin schloss sich im Jahr 2012 dem Rabobank Continental Team an und wechselte 2012 zum Team Argos-Shimano, bei dem er 2014 die Einzelzeitfahren der UCI WorldTour-Etappenrennen Critérium du Dauphiné und Eneco Tour gewann und niederländischer Zeitfahrmeister wurde. Bei der Tour de France 2014 wurde er im Einzelzeitfahren Zweiter hinter Tony Martin. Am Jahresende gewann er die Bronzemedaille im Einzelzeitfahren der Straßenweltmeisterschaften.
Zu Beginn seiner Zeit im Peloton bekam Dumoulin den Beinamen vlinder van Maastricht (Schmetterling von Maastricht), da er „unbekümmert wie ein Schmetterling“ von Erfolg zu Erfolg flattere.
Bei der Tour de Suisse 2015 gewann er beide Einzelzeitfahren und trug vier Tage das Gelbe Trikot des Gesamtführenden. Die anschließende Tour de France musste Dumoulin als bis dahin Gesamtdritter auf der dritten Etappe sturzbedingt aufgeben. Im September bestritt er die Vuelta a España, bei der er eine Bergankunft und ein Einzelzeitfahren gewann und lange sogar die unerwartete Möglichkeit hatte, die Rundfahrt zu gewinnen. Erst auf der 20. Etappe übernahm Fabio Aru das Rote Trikot des Gesamtführenden von Dumoulin, der schließlich als kämpferischster Fahrer der Vuelta ausgezeichnet wurde und die Rundfahrt auf dem sechsten Gesamtrang beendete.
2016 gewann er das Auftaktzeitfahren des Giro d’Italia und entschied zwei Etappen der Tour de France, die schwere Bergetappe nach Andorra Arcalis und das Einzelzeitfahren, für sich. Bei den Olympischen Spielen gewann er im Zeitfahren die Silbermedaille.

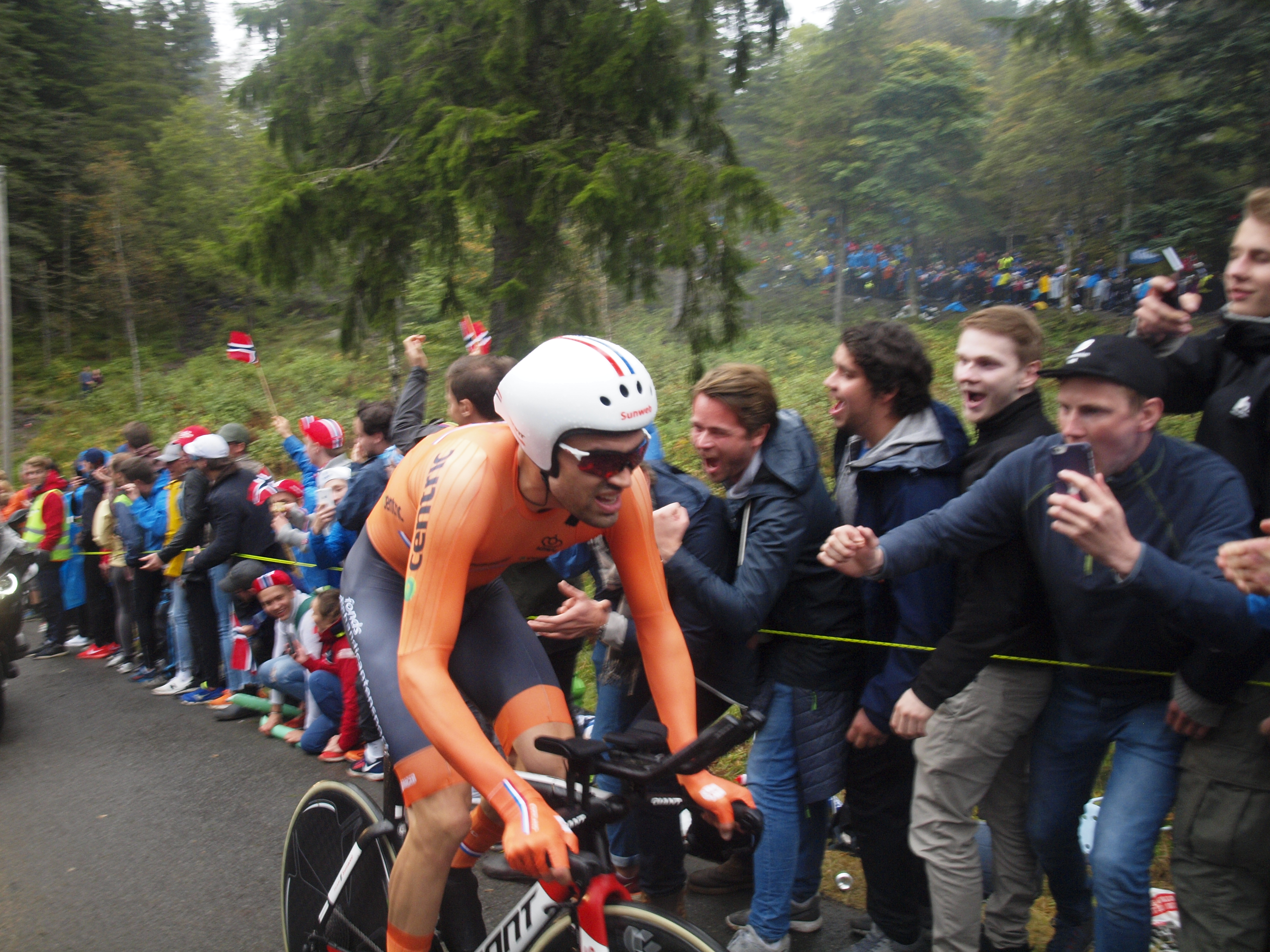
Dumoulin bei den UCI-Straßen-Weltmeisterschaften 2017 in Bergen

2017 gewann Dumoulin beim Giro d’Italia nach zwei Etappen auch die Gesamtwertung, nachdem er vor dem abschließenden Zeitfahren noch auf Rang vier gelegen hatte. Er ist der erste Niederländer, der den Giro d’Italia für sich entscheiden konnte. Außerdem war es der erste Sieg eines Niederländers bei einer der drei großen Rundfahrten seit 1980, als Joop Zoetemelk die Tour de France gewonnen hatte. Des Weiteren konnte er die Gesamtwertung der BinckBank Tour für sich entscheiden. Im September 2017 wurde er zweifacher Weltmeister, im Mannschafts- sowie im Einzelzeitfahren. Er wurde damit der erste Zeitfahrweltmeister aus den Niederlanden.
2018 bestritt er als Vorjahressieger wieder den Giro d’Italia, wo er das Auftaktzeitfahren in Jerusalem gewann und die Rundfahrt anschließend als Zweiter mit 46 Sekunden Rückstand auf Chris Froome beendete.

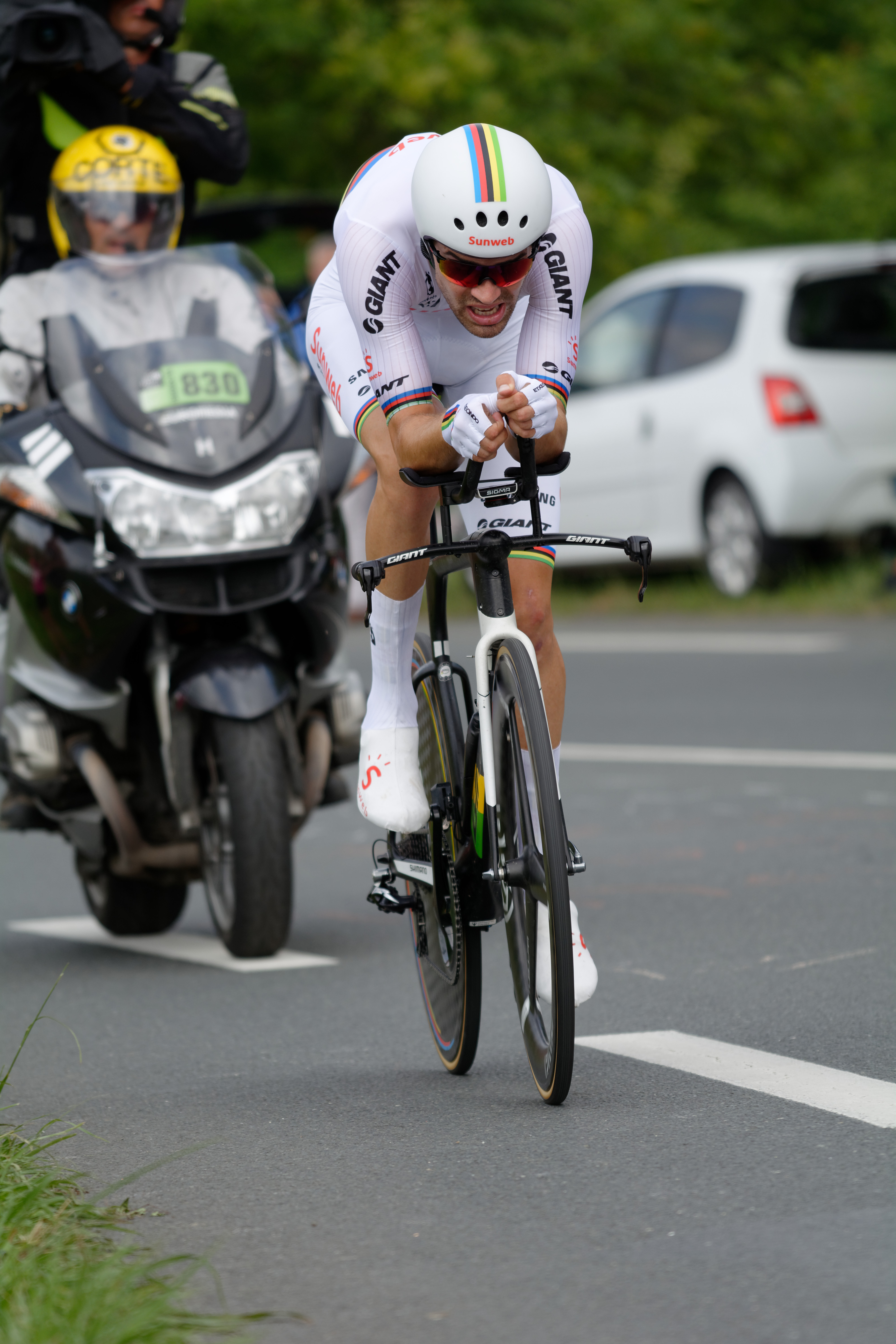
Dumoulin gewann das Zeitfahren bei der Tour de France 2018

Anschließend bestritt er außerdem die Tour de France, zum ersten Mal mit dem Ziel des Gesamtklassements. Auf der 6. Etappe nach Mûr de Bretagne erlitt Dumoulin fünf Kilometer vor dem Ziel einen Defekt, der dadurch 53 Sekunden einbüßte und zusätzlich noch 20 Sekunden Zeitstrafe erhielt, da er bei seiner Aufholjagd den Windschatten seines Teamfahrzeugs nutzte. Die beiden Bergankünfte der 11. Etappe nach La Rosière und 12. Etappe nach Alpe d’Huez beendete er jeweils als Zweiter. Der Niederländer gewann das Einzelzeitfahren der 20. Etappe mit einer Sekunde Vorsprung auf Chris Froome und verteidigte somit seinen zweiten Rang in der Gesamtwertung mit 1:51 Minuten Rückstand auf den Sieger der Rundfahrt, Geraint Thomas.
Bei den UCI-Straßen-Weltmeisterschaften in Innsbruck erlangte Dumoulin Silber im Mannschaftszeitfahren, im Einzelzeitfahren wurde er als Titelverteidiger mit einem Rückstand von 1:21 Minuten auf Rohan Dennis ebenfalls Zweiter. Im Straßenrennen kam er eineinhalb Kilometer vor dem Ziel nochmal an eine dreiköpfige Spitzengruppe um den späteren Weltmeister Alejandro Valverde, die sich am letzten Anstieg abgesetzt hatte, heran und wurde im Zielsprint Vierter.
Beim Giro d’Italia 2019 trat Dumoulin mit dem Ziel an, seinen Erfolg aus dem Jahr 2017 zu wiederholen. Nach einem Sturz auf der vierten Etappe musste er die Rundfahrt jedoch kurz nach dem Start der fünften Etappe verletzt beenden. Dumoulin zeigte sich in der Folge unzufrieden mit der Transferpolitik seiner Mannschaft, vermisste insbesondere Unterstützung im Hochgebirge, worauf der Vertrag mit dem Team Sunweb einvernehmlich vorzeitig beendet wurde, so dass er zur Saison 2020 zu Jumbo-Visma wechseln konnte.
Für Jumbo-Visma bestritt Dumoulin die Tour de France 2020 als Helfer des Gesamtzweiten Primož Roglič und wurde selbst behindert von Gesäßbeschwerden Gesamtsiebter. Die anschließende Vuelta a España 2020 beendete er nach der siebten Etappe wegen Erschöpfung. Zu Beginn der Saison 2021 gab er bekannt, erstmals die flacheren Frühjahrsklassiker bestreiten zu wollen. Kurz darauf erklärte der seit 2019 von gesundheitlichen Problemen beeinträchtigte Dumoulin eine Auszeit vom Radsport nehmen zu wollen, um für sich zu klären, ob er weiter als Radprofi tätig sein wolle. Bei seinem ersten Rennen nach dieser Pause, der Tour de Suisse 2021, belegte er den fünften Rang im abschließenden Einzelzeitfahren. Anschließend wurde er in dieser Disziplin niederländischer Meister und gewann die Silbermedaille der Olympischen Spiele. Im September 2021 wurde er während einer Trainingsfahrt von einem Auto angefahren und brach sich das Handgelenk, weshalb er nicht – wie geplant – bei den Straßenweltmeisterschaften in Belgien starten konnte. Am 15. August 2022 beendete er seine aktive Karriere, mit sofortiger Wirkung.

## Ehrungen
2014, 2015 und 2016 wurde Tom Dumoulin als niederländischer Radsportler des Jahres geehrt. 2017 folgte die Ehrung als niederländischer Sportler des Jahres und wurde zum Ritter des Ordens von Oranien-Nassau ernannt. Die Association Internationale des Journalistes du Cyclisme (kurz AIJC; dt.: Internationale Vereinigung von Radsportjournalisten) hat ihn außerdem zum medien-freundlichsten Radsportler gekürt.

## Trivia
Auf der 16. Etappe des Giro d’Italia 2017, der Königsetappe, die über den Stelvio führte, musste Dumoulin 30 Kilometer vor dem Ziel eine Zwangspause einlegen und aufgrund von Magenproblemen seine Notdurft verrichten, der Kamerawagen, der diesen Moment aufnahm, schwenkte die Kamera noch rechtzeitig weg. Schließlich sank sein Abstand auf den Zweiten der Gesamtwertung von 2:41 Minuten auf nur 31 Sekunden, konnte aber das Rosa Trikot dennoch behalten und gewann am Ende die Rundfahrt.
Im Oktober 2018 heiratete Dumoulin seine langjährige Freundin Thanee van Hulst in seiner Heimatstadt Maastricht im Familienkreis.

## Publikationen
- mit Nando Boers: Nach Gefühl. Ein Radsportleben. Covadonga, 2025, ISBN 978-3-95726-098-7.

## Erfolge
2010
- Gesamtwertung und eine Etappe Grand Prix du Portugal
- eine Etappe Girobio

2011
- Gesamtwertung Triptyque des Monts et Châteaux

2014
- eine Etappe Critérium International
- Niederländischer Meister – Einzelzeitfahren
- eine Etappe Eneco Tour
- Prolog Tour of Alberta
- Weltmeisterschaft – Einzelzeitfahren

2015
- eine Etappe Vuelta al País Vasco
- zwei Etappen Tour de Suisse
- zwei Etappen und  Kämpferischster Fahrer Vuelta a España

2016
- eine Etappe Giro d’Italia
- Niederländischer Meister – Einzelzeitfahren
- zwei Etappen Tour de France
- Olympische Spiele – Einzelzeitfahren

2017
- Gesamtwertung und zwei Etappen Giro d’Italia
- Niederländischer Meister – Einzelzeitfahren
- Gesamtwertung BinckBank Tour
- Weltmeister – Mannschaftszeitfahren, Einzelzeitfahren

2018
- eine Etappe Giro d’Italia
- eine Etappe Tour de France
- Weltmeisterschaft – Mannschaftszeitfahren, Einzelzeitfahren
- Hammer Chase Hammer Hongkong

2021
- Niederländischer Meister – Einzelzeitfahren
- Olympische Spiele – Einzelzeitfahren

## Wichtige Platzierungen
| Grand Tour            | 2012 | 2013 | 2014 | 2015 | 2016 | 2017 | 2018 | 2019 | 2020 | 2021 | 2022 |
| --------------------- | ---- | ---- | ---- | ---- | ---- | ---- | ---- | ---- | ---- | ---- | ---- |
| Giro d’ItaliaGiro     | –    | –    | –    | –    | DNF  | 1    | 2    | DNF  | –    | –    | DNF  |
| Tour de FranceTour    | –    | 41   | 33   | DNF  | DNF  | –    | 2    | –    | 7    | –    | –    |
| Vuelta a EspañaVuelta | –    | –    | –    | 6    | –    | –    | –    | –    | DNF  | –    | –    |

| Weltmeisterschaft        | 2012 | 2013 | 2014 | 2015 | 2016 | 2017 | 2018 | 2019 | 2020 | 2021 | 2022 |
| ------------------------ | ---- | ---- | ---- | ---- | ---- | ---- | ---- | ---- | ---- | ---- | ---- |
| StraßenrennenStraße      | –    | DNF  | 22   | 11   | DNF  | 25   | 4    | –    | 14   | –    | –    |
| EinzelzeitfahrenEZF      | –    | 14   | 3    | 5    | 11   | 1    | 2    | –    | 10   | –    | –    |
| MannschaftszeitfahrenMZF | –    | –    | 8    | 5    | 7    | 1    | 2    | –    | –    | –    | –    |

| Monument                 | 2012 | 2013 | 2014 | 2015 | 2016 | 2017 | 2018 | 2019 | 2020 | 2021 | 2022 |
| ------------------------ | ---- | ---- | ---- | ---- | ---- | ---- | ---- | ---- | ---- | ---- | ---- |
| Mailand–Sanremo          | –    | 126  | –    | 25   | –    | 69   | 31   | 11   | –    | –    | –    |
| Flandern-Rundfahrt       | DNF  | –    | –    | –    | –    | –    | –    | –    | –    | –    | –    |
| Paris–Roubaix            | –    | –    | –    | –    | –    | –    | –    | –    | –    | –    | –    |
| Lüttich–Bastogne–Lüttich | DNF  | 121  | 65   | 25   | –    | 22   | 15   | 50   | 12   | –    | –    |
| Lombardei-Rundfahrt      | DNF  | 18   | 43   | DNF  | DNF  | –    | –    | –    | –    | –    | –    |